# Trilepida dugandi
Trilepida dugandi là một loài rắn trong họ Leptotyphlopidae. Loài này được Dunn mô tả khoa học đầu tiên năm 1944.